# Дев'ятники
Дев'я́тники — село у складі Ходорівської міської громади, у Стрийському районі, Львівської області. Населення становить 319 осіб.

## Географія
Розташоване воно на південних схилах головного європейського вододілу, який у цій місцевості називається Опіллям.

## Топоніміка
В одному з рукописних географічно-статистичних довідників з описами місцевостей Галичини в 1833 році була зафіксована народна легенда про те, що назва села Дев'ятники походить від того, що колись жінка народила тут дев'ятеро дітей зразу і всіх їх виростила. Безперечно, коріння села сягає ще дохристиянського часу в Україні. Не виключено, що назва села Дев'ятники може бути пов'язана з однією міфологічною фігурою давньоруського пантеону богів.

## Історія
Історик Михайло Брик (1922−1980), який походив з Дев'ятників, у своїй книзі «Там наша молодість цвіла» виданій в 1970 році, зазначив, що Дев'ятники в епоху існування племінного державного утворення білих хорватів мали назву Дев'янослав. Центром цієї держави було місто Звенигород.
На жаль, час знищив давні документи і доводиться констатувати, що перша письмова згадка про село Дев'ятники припадає на 1404 рік.
Посідачем чи власником села був руський боярин Бенко (Бенько, Бенедикт) з Кухар.
20 листопада 1447 року в книгах галицького суду згадується Франциск з Дев'ятників.
16 травня 1900 року о 6-й годині вечора в селі Дев'ятниках відбулося відкриття читальні товариства «Просвіта». На збори прибув о. Донатович і громадський діяч із Бертишева Дмитро Дикий.
У 1920 році село перейшло до споляченої української родини графів Шептицьких, які володіли ним ще до скасування панщини. Історик Никола Андрусяк у дослідженні «Історія Ярова та околиць» зазначив, що в 1848 році на засідання бережанської «Руської Ради» прибув пан Йосиф Шептицький (Йосиф Гаврило Шептицький, 1806—1855) з Дев'ятник і публічно заявив, що повертається до народності своїх предків, тобто починає себе вважати українцем.
Згідно з розповіддю, Василь Заставний (псевдо «Шершень») у 1944 році став кущовим провідником ОУН, керуючи підпільною роботою на території кількох сіл тодішнього Новострілищанського району. Приблизно у той час підлеглий Заставному самооборонний кущовий відділ, а також боївка служби безпеки Миколи Сорокаліта провели бій з підрозділом НКВС. Цей бій надихнув до написання пісні «Лента за лентою». На постою в лісі біля села Дев'ятники Микола Сорокаліта написав текст, до якого Василь Заставний підібрав мелодію, «Люлька».
22 грудня 1944 року в лісі поблизу сіл Юшківці та Дев'ятники група з 9 чоловік (Йосип Позичанюк, Богдан Вільшинський, І. Капало та ін.), яка йшла на зустріч з Р. Шухевичем, натрапила на облаву загону НКВС, що налічував близько 300 чекістів.
17 березня 1945 року у церкві села ) Марія Юрчак одружилась з Петром Дужим.
У червні 1945 року внаслідок оточення криївки в селі спецгрупою НКВС загинув Михайло Медвідь — діяч ОУН, один з організаторів та керівників УПА-Північ.
22 жовтня 1949 року у лісі біля села Дмитро Цура взяв шлюб із Марією Кучер.

## Релігія
- церква Священномученика Йосафата (1904, УГКЦ, мурована).

## Політика

### Парламентські вибори, 2019
На позачергових парламентських виборах 2019 року у селі функціонувала окрема виборча дільниця № 460312, розташована у приміщенні народного дому.

#### Результати
- зареєстровано 263 виборці, явка 52,85%, найбільше голосів віддано за «Голос» — 27,34%, за «Європейську Солідарність» — 20,14%, за «Слугу народу» — 15,11%.[10] В одномандатному окрузі найбільше голосів отримав Андрій Кіт (самовисування) — 52,55%, за Володимира Гаврона (Голос) — 15,33%, за Олега Канівця (Громадянська позиція) — 10,95%[11].

## Пам'ятки
- Одношарове поселення[d] (черняхівська культура);
- Одношарове поселення[d] (черняхівська культура);
- Одношарове поселення[d] (черняхівська культура, давньоруський час (X—XI ст.) і період пізнього середньовіччя (XV—XVII ст.));
- Одношарове поселення[d] (культури ранньоскіфського часу, черняхівська, періоди Київської Русі (XII—XIII ст.) і пізнього середньовіччя (XV—XVII ст.));
- Багатошарове поселення[d] (культури тшинецько-комарівська, ранньоскіфського часу, черняхівська і період давньої Русі (X—XIII ст.));
- Будинок житловий садиби Дяконів[d] — видатних діячів національно-визвольного руху;

## Відомі люди
- Дякон Ярослав Андрійович (1913–1948) — голова СБ ОУН
- Сусік Дмитро Петрович (1913–1999) — діяч ОУН.
- Брик Михайло (1922–1980) — український письменник, вчений, педагог.
- Анджей Шептицький (1939–2008) — польський вчений-ентомолог, професор.